# Bijelo Brdo-kultúra
A Bijelo Brdo-kultúra egy Eszék környéki lelőhelyről elnevezett, a Kárpát-medence 10–11. századi köznépével azonosítható régészeti kultúra.

## Első meghatározása
A Kárpát-medencét politikai-katonai szempontból birtokba vevő és ott megtelepülő magyar törzsszövetség tárgyi hagyatéka már a benepusztai lelet 1834-es előkerülésekor ismertté vált, majd a magyar régészet művelői a 19. század végén elkészítették a honfoglalás korának első monografikus igényű összefoglalásait. Mivel a 19. századi romantikus, nemzeti szemléletű kutatás leegyszerűsítő módon a gazdagabb mellékletű, fegyverrel ellátott lovassírokat vélte magyar etnikumúaknak, a nagyobb sírszámú, szerényebb mellékletű, fegyver és lószerszám nélküli, ún. soros temetők időrendi és etnikai besorolása lépett elő kérdésként.
A kultúra névadója egy Eszéktől 15 kilométerre keletre fekvő, Bijelo Brdo nevű község temetője lett. A lelőhely etnikai értékelését nagyban befolyásolta, hogy a 19. században intézményesülő horvát történetírás a Dráva folyót tekintette a Magyar Királyság és a középkori Horvátország határvonalának (figyelmen kívül hagyva azt a tényt, hogy Kelet-Szlavónia nem tartozott a történelmi horvát törzsterülethez). A S-végű hajkarikák szláv etnikumjelző szerepének meghatározása, továbbá a soros temetőknek a fenti tárgytípussal való jellemzése és Hampel B csoportként való definiálása Hampel József megállapítása volt. Az a tény, hogy Hampel nevéhez fűződtek a magyarországi régészet első jelentősebb szintézisei, nagyban hozzájárult elképzeléseinek térnyeréséhez és konzerválódásához.

## A magyar köznép leletanyagának meghatározása
A kutatás sokáig tényként kezelte a Bijelo Brdo-kultúra szláv etnikai hátterét. A szláv emlékek kutatásának előtérbe helyezését a szovjet befolyás alatt álló térségekben az 1945 utáni politikai változások is elősegítették. Ennek ellenére az 1950-es és az 1960-as évek magyarországi és külföldi régészeti irodalmában megjelent a szláv elmélet óvatos korrekciója:
- Megemlítendő, hogy a kutatás reflexszerűen a Hampel B csoportba sorolt minden, a honfoglalás korinak gondolt leletanyagtól idegen tárgytípust. Elsősorban az délszláv területeken is megjelenő bizánci eredetű tárgyakat (pl. félhold alakú fülbevalók, gyűrűk) kötötték a szlávokhoz, mely elképzelést a bizánci importáruk kutatása cáfolta meg.
- Elsők között Zdeněk Váňa figyelt fel arra, hogy kultúra elterjedési területe a Kárpát-medencével azonos, míg a nyugati szláv (cseh, morva) területek felé kevés kapcsolódási pontja van. A cseh régész egyes tárgytípusukat kifejezetten a magyar honfoglalókkal hozott összefüggésbe.[6] Váňához hasonló véleményre jutott Jochen Giesler német régész, aki szerint a Bijelo Brdo-kultúra kizárólag az Árpád-kori magyar királyság határain belül jelentkezett.[7]
- Fehér Géza anyaggyűjtése, majd Szőke Béla katalógusa és több tanulmánya a letelepült köznép magyar jellegét támasztotta alá.[8] A mellékletek, viseleti elemek, ékszerek (mint a kéttagú csüngők) és kerámiatípusok összehasonlító szeriációs vizsgálata révén tudjuk, hogy a nemesfém-mellékletekkel és lovassírokkal jellemezhető elit, a középréteg, továbbá a halimbai és fiad-kérpusztai típusú köznépi temetők azonos kultúrkörhöz és népességhez tartoznak. Szőke Béla – mint kritikusai rámutattak – a hampeli kategóriákat etnikai különbség helyett szociális tartalommal töltötte fel, emellett a honfoglalás kori társadalom hármas felosztását is érték kritikák.

## Demográfiai szempontok
A magyar régészettudomány által elfogadott etnikai értékelés jogos kritikájaként merülhet fel, hogy a 10. század második felére és a 11. századra datálható köznépi kultúra feltárt sírjainak száma és leletanyaga számszerűen nagyobb, mint a 10. század első felére tehető „klasszikus” honfoglalás kori műveltség leletei. Valójában a népvándorlás korának kutatói más korszakok esetében is hasonló szabályosságokkal találkoztak: a gepida és az avar kor esetében is a nagyobb temetők megjelenése a népesség beköltözéséhez képest jóval későbbre tehető. Hasonlóan összetett kérdés a Kárpát-medence 9. századi, a honfoglalás korban is jelenlévő alapnépességének problematikája, az egyes népelemek létszáma és életmódja: számos érv szól amellett, hogy az avarok megélték a 10. századot.

## A szláv-magyar együttélés problematikája
Az avar kori és a honfoglalás kori leletanyag felismerése a szomszédos országokban nem egy esetben ellentmondásba került a korábbi történeti konstrukciókkal. Ennek felismerése vezette egyes szlovák történészeket és régészeket arra, hogy kidolgozzák a szláv-nomád (szláv-avar, szláv-magyar) szimbiózis elméletét. Határainkon kívül elsőként Anton Točík figyelt fel a Bijelo Brdo-kultúra és a magyar köznép megjelenésének kapcsolatára. A magyar honfoglalók szlávokhoz képest másodlagos vagy párhuzamos megtelepedésének kérdését a régészeti feltárások jelentősen árnyalták: tudjuk, hogy a középkori zempléni vár előzménye egy megerősített kelta település volt, nem pedig egy morva-szláv erőd (szemben a toponímiai adatoknak elsőbbséget adó kutatással). Napjaink magyar kutatása a köznépi temetőket főként a magyar népességhez köti, míg a szlávok hagyatékát a Kárpát-medence perifériáinak hamvasztásos rítusú sírjai jelentik.

## A Dunántúl-problematika
A legtöbb bizonytalanság a Dunántúl betelepítésének kronológiája és tárgyi kultúrájának megítélése körül forgott, hiszen a régió jóval sűrűbben lakott volt, mint a többi országrész, másrészt honfoglalás kori leletanyagot a 10. század első negyedében, jórészt csak a Dunántúl sík területein (Mezőföld, Kisalföld) tártak fel. A kutatás mindenekelőtt a Nyugat-Dunántúlon, a Zala völgyében azonosított nagyobb szláv csoportokat, amit sokáig a Dunántúl honfoglalás előtti alapnépességének szláv jellegével magyaráztak, míg az újabb kutatás a Karoling kor határokon és etnikumokon átnyúló, homogenizáló szerepét hangsúlyozza. Végső soron a valamilyen szinten jelenlevő etnikai különbségek és eltérő tradíciók helyett a Dunántúl - keleti országrészhez viszonyított - magasabb civilizációs szintje magyarázza a népesedési különbségeket.

## Vita a régészettudomány lehetőségeiről
Az 1997-es Századokban komoly vita zajlott Kristó Gyula középkorász, valamint Takács Miklós és Révész László régészek között. A disputa tárgya mindenekelőtt az volt, hogy Kristó Gyula kétségbe vonta a régészeti leletek etnikai interpretációban és kormeghatározásban játszott szerepét. Jóllehet a nemzetközi és a magyar régészet több alakja is az etnikai interpretáció korlátai mellett érvel, a tudományos vitát az robbantotta ki, hogy Kristó A magyar állam megszületése (1995) című könyvében és hasonló írásaiban a Bijelo Brdo-kultúra Szőke Béla előtti meghatározásához tért vissza, figyelmen kívül hagyva a régészeti forrásbázis számottevő növekedését, illetve a régészettudomány elméletét és módszertanát.